# Bassignana
Bassignana (Bassignan-a in piemontese standard, Bassgnan-na in dialetto alessandrino) è un comune italiano di 1 579 abitanti della provincia di Alessandria in Piemonte. Si tratta di un borgo situato alla confluenza del Po con il Tanaro. Si trova a 19 chilometri da Alessandria, al confine con la Lombardia. Sorge su una penisola, una lieve altura, formata dalla confluenza tra il Tanaro ed il Po. A nord-ovest del paese, sulla sponda destra del Po si trova la frazione Mugarone, mentre Fiondi si trova a sud-ovest del paese, al confine comunale. A Bassignana fino a pochi decenni or sono faceva capo un traghetto, che attraversava il Tanaro. Nel 1961 è stato sostituito da un ponte. Il Po, che in questa località scorre circondato da fitti boschi, è suddiviso in numerosi canali, nei quali qualcuno pare cerchi pagliuzze d'oro, che si dice sia possibile trovare. L'abitato di Bassignana è attraversato dal 45º parallelo, la linea equidistante dal Polo nord e dall'Equatore.

## Storia

### I primi abitanti
I primi abitanti di cui si hanno notizie appartenevano alla tribù ligure dei Marici: questi avevano scavalcato l'Appennino nell'era postglaciale e si erano stanziati a sud del Po, nella zona compresa fra Stradella e Casale Monferrato. Tale popolazione era strettamente legata a quella dei Levi, stanziata più a nord: ai Levi e ai Marici è attribuita la fondazione di Pavia. Nella zona esistono alcune tracce toponomastiche di quel periodo: Bosco Marengo deriva da Lucus Maricum e Pietra Marazzi da Petra Maricorum o Mariciorum.

### I Celti
Nel VI secolo a.C. la Pianura Padana fu occupata da popolazioni celtiche provenienti da nord e verosimilmente anche Bassignana ebbe contatti e compenetrazioni con queste genti. Se ne trova traccia in alcune espressioni dialettali di chiara origine celtica: brik che significa "collina" e tarfinà che significa "lampeggiare".

### I Romani
Nel 222 a.C. i comandanti romani Marco Claudio Marcello e Gneo Cornelio Scipione conquistarono l'intera zona, conquista consolidata con la sconfitta dei Liguri nel 166 a.C. sotto il consolato di Gaio Sulpicio Gallo. In quell'epoca nacque il toponimo del comune, che deriva dalla famiglia romana cui fu attribuito il possesso del territorio, la gens Bassinia.

### Le incursioni barbariche
Dopo la caduta dell'Impero romano d'Occidente e le varie incursioni barbariche, Bassignana fu dapprima sottoposta al dominio dei Longobardi quindi a quello dei Franchi. Il 22 novembre 996, tramite un diploma imperiale, per concessione dell'imperatore Ottone I, il borgo passò al vescovo di Pavia, giurisdizione relativa alla Pieve (plebs) e ai suoi annessi. Successivamente passò ai conti di Stazzona, in seguito ai vescovi di Tortona. Infine nel 1191 fu sottoposta al comune di Alessandria.
Per lungo tempo, dal 1290 al 1428, anno in cui si estinse la dinastia, Bassignana fu feudo dei Beccaria, per poi passare, fino al XVIII secolo in mano ad altre famiglie nobili, alle quali fu di volta in volta donato dai Savoia, dagli Sforza e dai francesi.
La sua posizione di confine l'ha resa teatro di numerose battaglie. Qui nel 1206 fu stipulata la tregua tra Alessandria, Asti e Pavia.
Agli inizi del XIII secolo la zona venne sottoposta, sempre per volere imperiale, alla giurisdizione del marchese Pallavicino, già podestà di Alessandria.

### Il Rinascimento
Il 6 luglio 1322 Marco Visconti vi sconfisse le milizie guelfe capitanate dal comandante Raimondo di Cardona.
Attorno all'anno 1350 passò sotto il dominio del Ducato di Milano, mentre nel 1371 venne conclusa la pace tra i Marchesi di Monferrato e i Visconti. Vari signori feudali si avvicendarono (Beccaria, Della Sala, Bellingeri) sino a che, agli inizi del XVI secolo, gli Sforza nominarono Giasone del Majno, giureconsulto di Pavia, feudatario di Bassignana e Borgofranco. Il feudo appartenne per qualche tempo alla duchessa Beatrice d'Este, per donazione del marito Ludovico il Moro.
Nei secoli XVI e XVII subì con alterne vicende il dominio dei Francesi e degli Spagnoli e nel 1707 tutta la zona fu conquistata da Vittorio Amedeo II di Savoia; il possesso dei Savoia venne confermato dal trattato di Utrecht (1713) e da allora Bassignana seguì le sorti della Casa Savoia sino alla costituzione del regno d'Italia.

### Le guerre di successione
A Bassignana, durante la guerra di successione austriaca, il 27 settembre del 1745 si combatté una battaglia tra l'esercito franco-spagnolo, comandato dal maresciallo Maillebois, e quello austriaco-piemontese comandato dal generale Schullembourg e da Carlo Emanuele III di Savoia. La vittoria arrise alle truppe franco-spagnole che dilagarono nella Pianura Padana.
Il 12 maggio 1799, in un ulteriore scontro tra le truppe francesi comandate dal conte Claude Matthieu Gardane e le truppe austriaco-russe al comando dei generali Rosemberg e Zubakoff, si ebbe la vittoria dei Francesi e il generale Zubakoff rimase ucciso.
Nel 1855 furono numerosi i bassignanesi che si arruolarono nell'esercito piemontese per la guerra di Crimea.
Nel 1859, durante la seconda guerra di indipendenza, Bassignana accolse l'esercito franco - piemontese di Napoleone III e Vittorio Emanuele II per operazioni belliche contro l'esercito austriaco. Nel maggio 1859 il quartier generale dell'esercito piemontese era di stanza a San Salvatore Monferrato e buona parte dell'esercito era dislocato lungo la riva del Po, tra Casale Monferrato e Bassignana, ove era stanziata la 3ª Divisione; sulla sponda opposta era attestato il corpo d'armata austriaco al comando del generale Ferencz Gyulai. Il quattro maggio la 3ª Divisione piemontese respinse un tentativo degli austriaci di attraversare il Po. Poche settimane dopo questi eventi fu combattuta la battaglia di Magenta (4 giugno 1859) e firmato l'armistizio di Villafranca.

### Simboli
Lo stemma e il gonfalone del comune di Bassignana sono stati concessi con il regio decreto del 2 marzo 1931.
Lo stemma comunale è troncato in scaglione rovesciato, allo scaglione rovesciato, d'argento, passante sulla partizione: nel primo d'azzurro, al castello d'oro, munito di una torricella laterale; nel secondo, di rosso, alla spiga di grano e al grappolo d'uva d'oro, posti in scaglione rovesciato. Ornamenti esteriori da Comune.
Il gonfalone è un drappo di azzurro.

## Monumenti e luoghi d'interesse

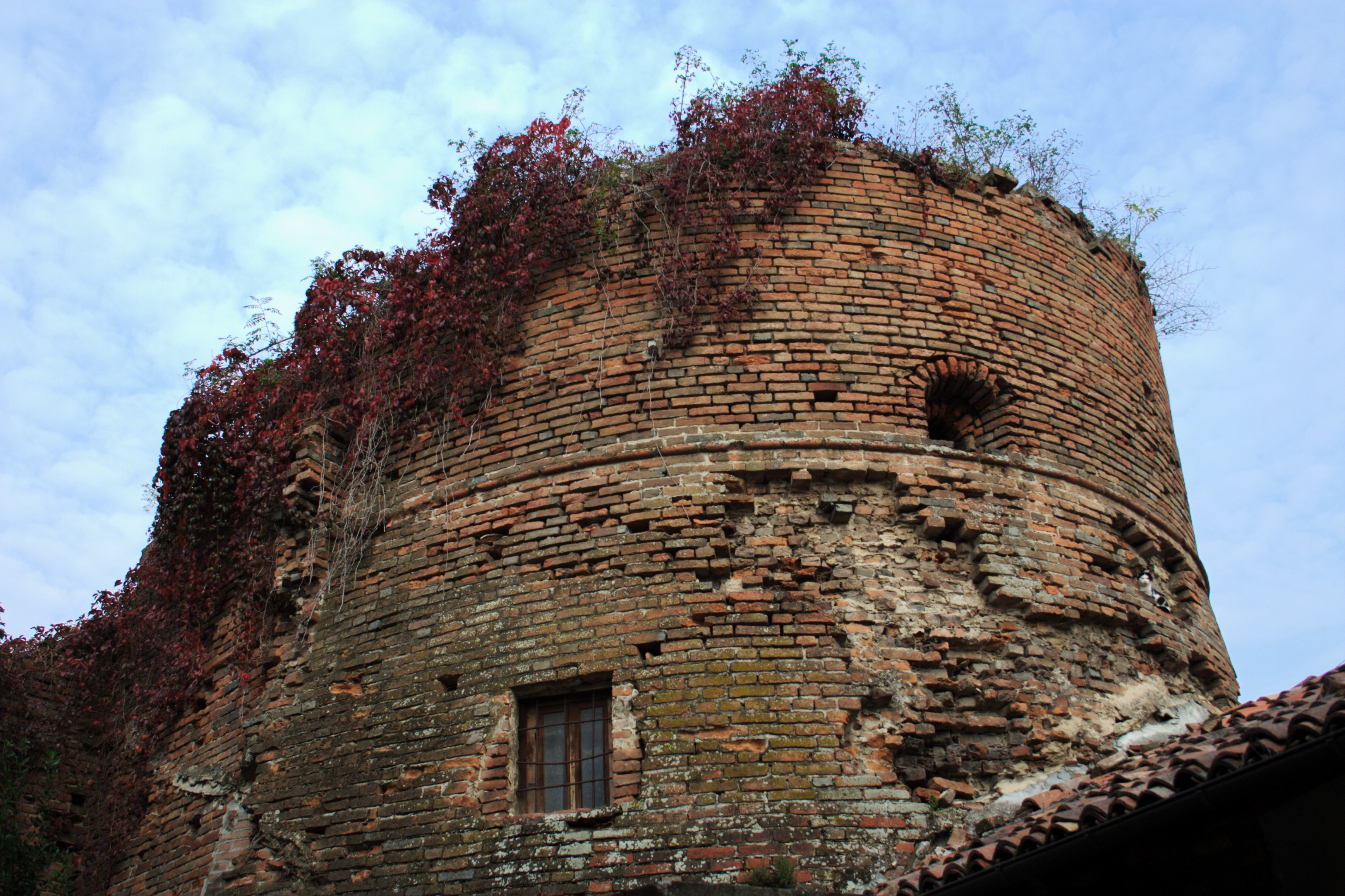
Ruderi del castello

Vi sono i resti di un castello sforzesco, forse preceduto da più antichi impianti di fortificazione, relativi ad un castrum di epoca longobarda. Una lapide marmorea rappresentante il biscione del Ducato di Milano, fu qui ritrovata e conservata in un cortile del Municipio.

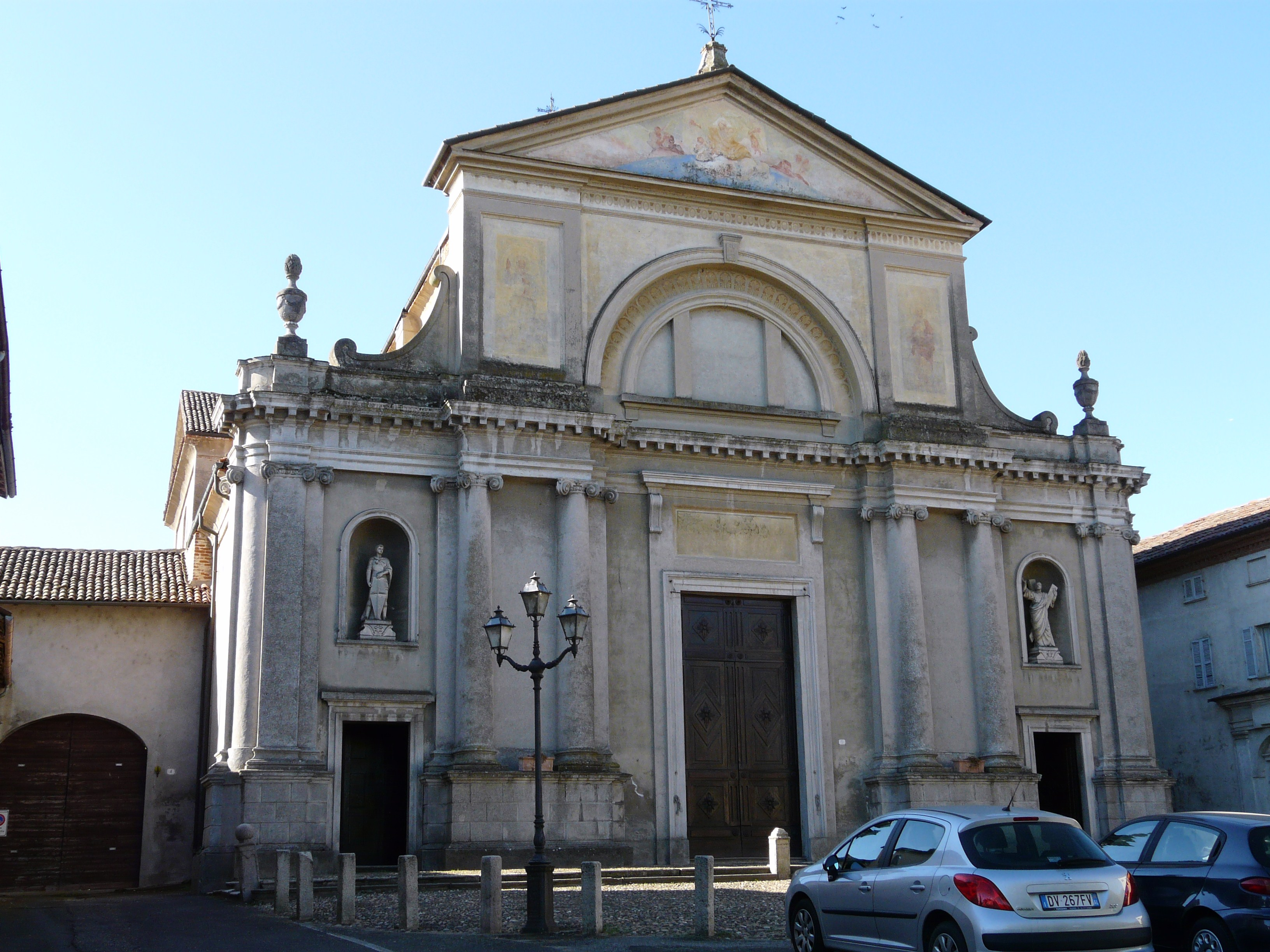
La parrocchiale di Santo Stefano

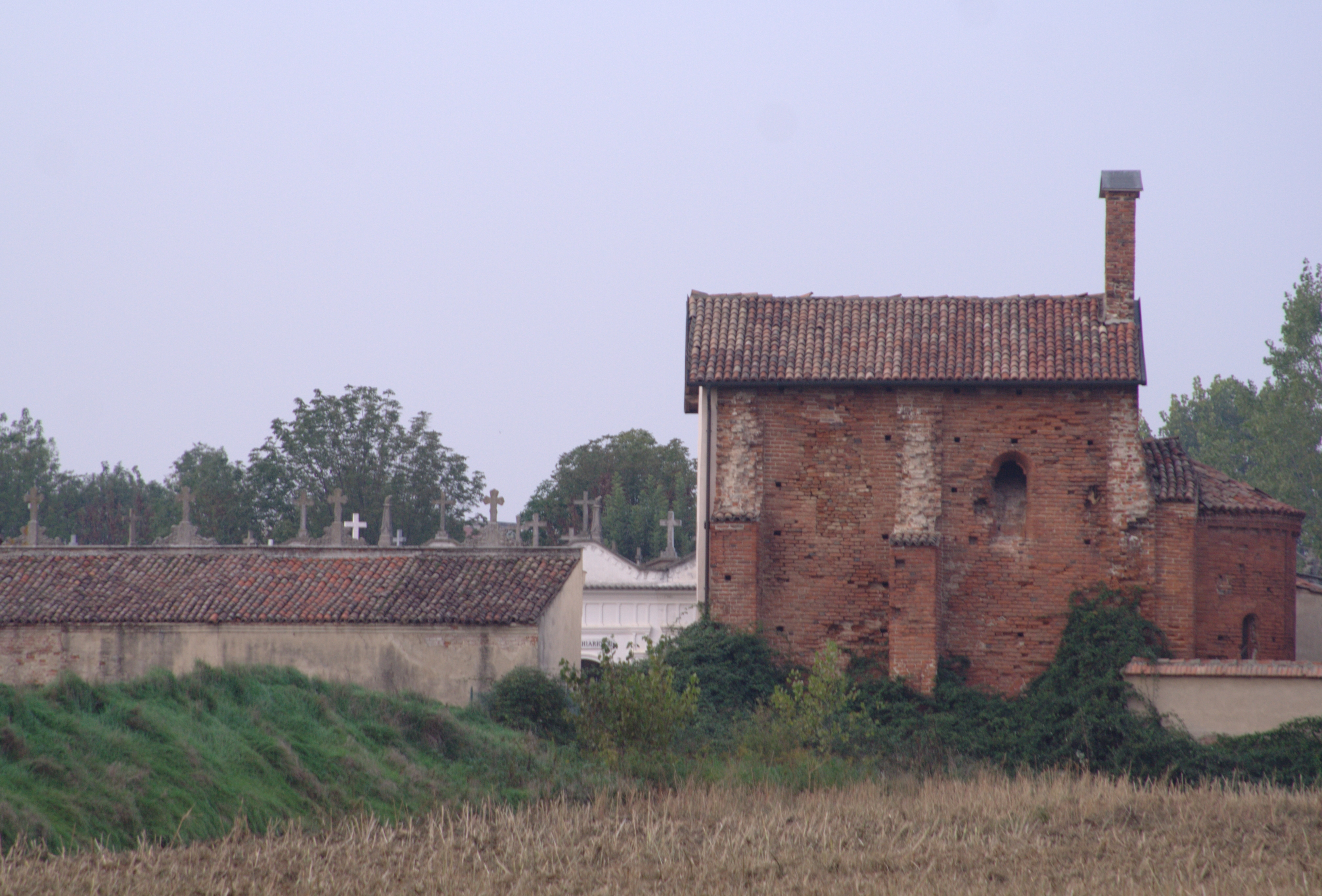
La pieve, la più antica chiesa del paese posta presso il cimitero

Nel locale cimitero, nell'angolo sud-est, si trova una chiesa rurale romanica, la pieve di San Giovanni Battista risalente al X secolo, recentemente restaurata. L'abside presenta, ancor ben visibili, affreschi bizantini con figure di santi, risalenti al XII secolo. Vicino sono stati rinvenuti resti di un'antica casa del XV secolo, con belle finestre in cotto.
Le fortificazioni che circondavano il paese vennero smantellate nel 1691 e demolite completamente nel 1745.
La parrocchiale di Santo Stefano Protomartire è stata consacrata nel 1837.

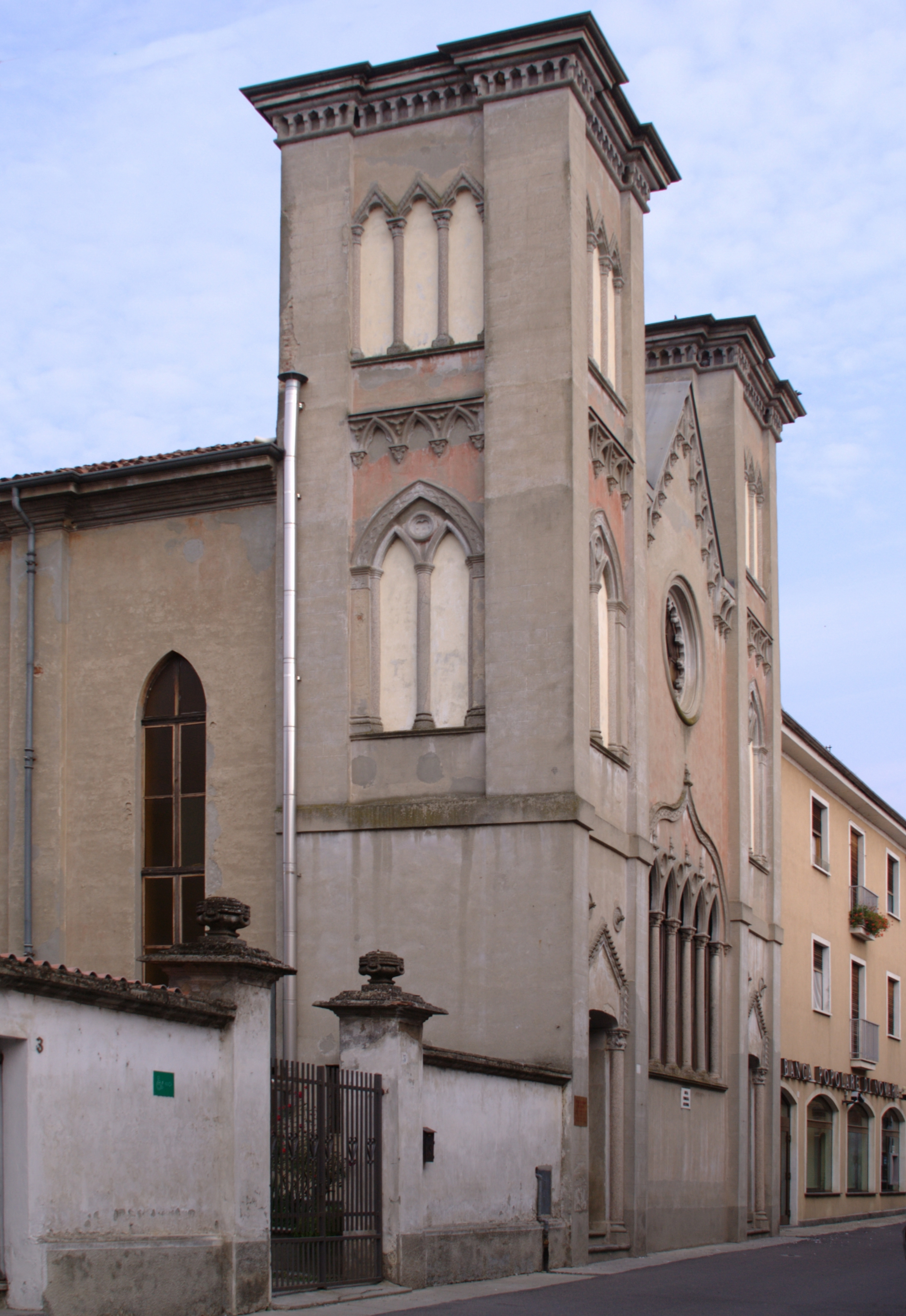
Chiesa evangelica

Nel centro del paese è stato edificato nell'Ottocento un tempio valdo-metodista, in quanto gli abitanti di Bassignana, per un certo periodo di tempo, si trovarono in completo disaccordo con il parroco e quindi decisero di abbracciare il metodismo.

## Società

### Evoluzione demografica
Negli ultimi cento anni, a partire dal 1921, la popolazione residente è dimezzata.
Abitanti censiti

### Il fenomeno migratorio verso gli Stati Uniti e l'Argentina
Tra la fine del XIX secolo e gli inizi del XX si registrò un forte flusso migratorio verso Stati Uniti e Argentina.

## Cultura

### Eventi
La festa patronale si celebra la domenica successiva alla Madonna del Carmine, il 16 luglio.

## Economia
L'economia del paese si basa fondamentalmente sull'agricoltura (cereali, foraggio, allevamento bovini) e su piccole aziende artigianali (calzature ed oreficeria). Lo sfruttamento del bosco ceduo e l'estrazione di sabbia e ghiaia dal fiume rappresentano ancora una delle principali e tradizionali risorse dell'economia. Vi si sono aggiunte negli ultimi decenni l'industria manifatturiera, i calzaturifici, le fabbriche di laterizi e di materiali per l'edilizia. Questo non è bastato a trattenere la fuga dei giovani in cerca di lavoro verso Alessandria e presso le imprese artigiane di Valenza.

## Geografia antropica

### Frazioni
- Mugarone è un piccolo centro situato a destra del Po, nei pressi della confluenza con il Tanaro. Di interesse il Castello Pallavicini e la Rocca (non visitabili), nonché la chiesa della Beata Vergine Assunta. Di interesse religioso è anche il santuario della Madonna del Casato.[12]
- Fiondi, un piccolo borgo a 2 km circa.

## Amministrazione
Di seguito è presentata una tabella relativa alle amministrazioni che si sono succedute in questo comune.
| Periodo          | Periodo          | Primo cittadino         | Partito                                                        | Carica              | Note   |
| ---------------- | ---------------- | ----------------------- | -------------------------------------------------------------- | ------------------- | ------ |
| 12 giugno 1985   | 25 maggio 1990   | Isidoro Fracchia        | lista civica                                                   | Sindaco             | [ 13 ] |
| 25 maggio 1990   | 24 aprile 1995   | Isidoro Fracchia        | Partito Democratico della Sinistra, Partito Comunista Italiano | Sindaco             | [ 13 ] |
| 24 aprile 1995   | 17 luglio 1997   | Leonardo Visconti       | centro                                                         | Sindaco             | [ 13 ] |
| 17 luglio 1997   | 17 novembre 1997 | Paolo Ponta             |                                                                | Comm. pref.         | [ 13 ] |
| 17 novembre 1997 | 30 luglio 1999   | Isidoro Fracchia        | lista civica                                                   | Sindaco             | [ 13 ] |
| 27 aprile 2000   | 5 aprile 2005    | Rosalba Pelizzari Lenti | lista civica                                                   | Sindaco             | [ 13 ] |
| 5 aprile 2005    | 30 marzo 2010    | Rosalba Pelizzari       | lista civica                                                   | Sindaco             | [ 13 ] |
| 30 marzo 2010    | 9 novembre 2010  | Fabrizio Cattai         | lista civica                                                   | Sindaco             | [ 13 ] |
| 9 novembre 2010  | 16 maggio 2011   | Enrica Montagna         |                                                                | Comm. straordinario | [ 13 ] |
| 16 maggio 2011   | 23 dicembre 2013 | Ennio Ravarino          | lista civica Vivere Bassignana                                 | Sindaco             | [ 13 ] |
| 7 febbraio 2014  | 26 maggio 2014   | Raffaele Ricciardi      |                                                                | Comm. straordinario | [ 13 ] |
| 26 maggio 2014   | 26 maggio 2019   | Pier Paolo Barberis     |                                                                | Sindaco             | [ 13 ] |
| 26 maggio 2019   | 9 giugno 2024    | Eleonora Vischi         | lista civica Costruiamo il futuro                              | Sindaco             | [ 13 ] |
| 9 giugno 2024    | in carica        | Massimo Barbadoro       | lista civica Progetto Bassignana                               | Sindaco             | [ 13 ] |

### Altre informazioni amministrative
Nel 1929, nell'ambito delle fusioni fasciste, inglobò i territori del soppresso comune di Rivarone, che riacquisterà la propria autonomia nel 1948. Dal 1859 fu capoluogo mandamentale e parte del circondario di Alessandria, fino alla soppressione degli enti circondariali e mandamentali nel 1927.

## Sport
Ha sede nel comune la società di calcio ASD Bassignana 1964, militante in Terza Categoria, ultimo livello del campionato italiano. È nata nel 1964 e rifondata nel 2014. Ha militato anche in Promozione. In passato ha avuto la denominazione ACD Arnuzzese Bassignana.